# Delaminazione

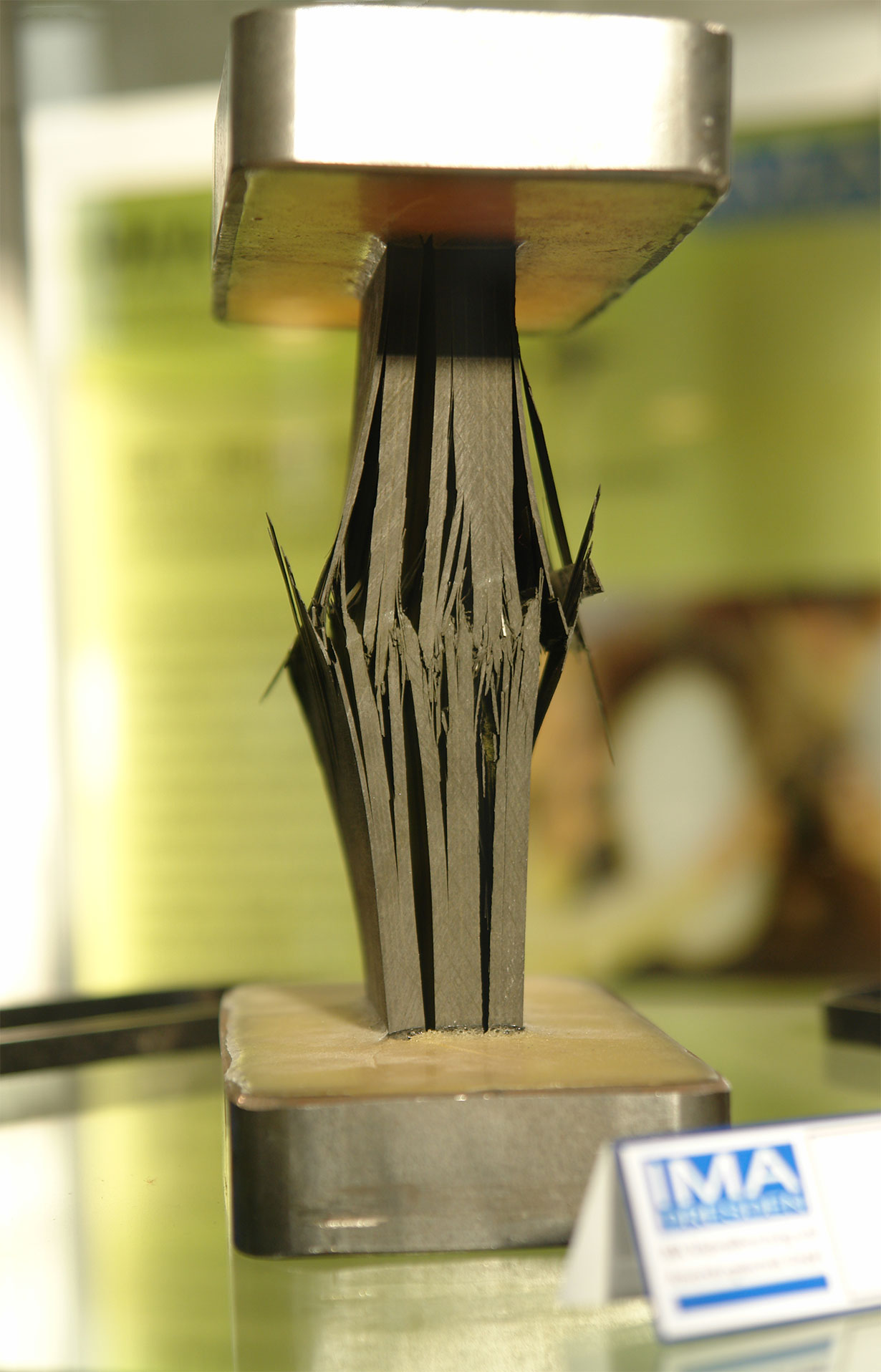

La delaminazione è un processo di rottura proprio dei laminati in materiali compositi. Tale fenomeno è costituito dalla separazione delle lamine e si riscontra nelle prossimità dei bordi liberi dei pezzi, dove sono presenti elevati picchi di tensione. Come conseguenza di questo processo, si ha uno "sfilacciamento" dei pezzi, con conseguente perdita delle proprietà meccaniche del laminato.
La delaminazione si riscontra soprattutto dopo l'applicazione ripetuta di carichi (fatica), ma può presentarsi già durante la fase di lavorazione, come conseguenza dell'azione meccanica esercitata dall'utensile sul pezzo.